# هاري بالدوين (لاعب كريكت)
هاري بالدوين (بالإنجليزية: Harry Baldwin)‏ (و. 1860 – 1935 م) هو لاعب كريكت، وحكم كريكت ‏ من المملكة المتحدة، والمملكة المتحدة لبريطانيا العظمى وأيرلندا، ولد في ووكينغهام، توفي في ألدرشوت، عن عمر يناهز 75 عاماً.